# 生物群集
| 生命の階層 |            |
| 生態系     | ecosystem  |
| 生物群集   | community  |
| 個体群     | population |
| 個体       | individual |
| 器官       | organ      |
| 組織       | tissue     |
| 細胞       | cell       |
| 細胞小器官 | organelle  |
| 分子       | molecule   |
| その他     |            |
| 群体       | colony     |
| 定数群体   | coenobium  |

生物群集（せいぶつぐんしゅう、英: biotic community、biological community）あるいは群集 (ぐんしゅう、英: community) とは、ある区域に生息する全生物を一つの集団とみなしたものである。
一般に、ある区域を選んでそこにいる生物を見れば、動物、植物、菌類、原生生物等々、極めて多様な生物がそこに含まれる。それらは食物連鎖や食物網のような関係、あるいは物質循環やエネルギー循環、あるいは競争や共生などの様々な関係で直接にか間接にか関わっている。そのような個体群のすべてが、その場所の生物群集を構成することになる。しかしながら、それらすべてをまとめて対象にすることは、現実的には不可能に近く、研究や検討の対象とする場合、それらの一部を選ぶ場合が多い。たとえば植物群集として、シダ植物と種子植物を対象にする場合や、昆虫群集、土壌菌群集などという使い方をする。実際に、ある程度同じ分類群に属するものは、互いに空間利用や要求する資源に共通性があるので、このような選び方はさほど恣意的なものではない。
群集を研究対象とする生物学は群集生態学である。特に、植物群集を対象にする生態学は、独自の発展を遂げており、植物社会学という。
なお、一定地域の生物全部を取り上げる際に、その種の構成のみを問題にする場合には生物相、あるいはその一部として動物相や植物相という。

## 群集のもつ特徴
群集がどのような種から構成されているかは、群集の重要な特徴であり、これを種組成という。同一の地域の同様な環境であれば、ほぼ同じような生物が住んでいるであろうから、それらの群集の種組成はほぼ同じになると考えられる。その場合、それらを同一の群集と考える見方もある。生物の生活を考えた場合、まずそこにどのような植物が生育しているかによって、それ以外の多くの生物のあり方が決定される傾向がある。つまり植物群落がそれ以外の生物にも影響が大きいので、まず植物群落の類型からその環境を考えるのはよくあることである。
群集を構成する生物種間には、競争、捕食被食、寄生、共生など、様々な関係がある。
植物の場合、どれも光と水という共通の資源を求めるので、競争関係にあると見られる。
捕食被食（食う・食われる）の関係を取り出すと、群集の中には植物を食うもの、さらにそれを食うものというように、一列の鎖状関係が見いだせる。これを食物連鎖という。
また、食物連鎖を見ると、すべての動物はそのエネルギーを直接間接に植物に依存していることがわかる。従って、植物の光合成量は、その群集のそれ以外の生物すべてを支えていると見られる。そこで、植物の光合成量を生産量という。また、そのような面から見ると、植物を直接利用するもの、それを食う動物、あるいは他の生物の老廃物や遺体を利用するものというように、群集に含まれる生物種は、それぞれいくつかの役回りに区別することができる。これは詳しく見れば、さらにいろいろの役回りに見分けることができるだろう。そのような、群集内での役回りのことを、生態的地位という。
生態的地位がほぼ等しいものをまとめて、光合成するもの、植物食者、動物食者、腐植食者に分けると、それらの間を様々な物質循環とエネルギーの流れがあることを見て取れる。
エネルギーの大まかな流れを見たとき、光合成するもの、植物食者、動物食者の間では、エネルギーの流れが一方的で、段階を追うごとにエネルギーを消費してゆくわけだから、段階を追ってその量が少なくなければならない。これを積み上げて生態ピラミッドという。
安定した群集では、その種組成が長期にわたり変わらない（あるいは季節的変動があるにせよ、同じ季節が巡ってくれば、ほぼ同じものが再現される）と考えられる。しかし、変化し続ける群集もある。群集のあるところの土台が変化し続ければ、当然変化するであろうし、また、切り開かれたさら地のように、急激な変化を受けた立地では、生物群集は時間とともに大きく変化する。この後者のような場合、群集の変化には一定の型がある。そのような場合、この群集の変化を遷移という。特に、植物群集の遷移が有名である。
ほとんどすべての生物種は、互いに直接ないし間接に関係を持っている。歴史的経過の中で、安定した群集では、おそらく構成種が互いに牽制し合ったり、助け合ったりして、どれかの種が急激に増加したりしてバランスが壊れることがないようになっているものと思われる。
帰化生物のようななじみのない侵入者の出現や、大型捕食動物のような影響の大きい種の欠損が起こると、群集が大きくバランスを崩す場合がある。